# النجد (حبيش)

تعديل مصدري - تعديل

النجد محلة تابعة لقرية المشرافة، التابعة لعزلة جبل خضراء بمديرية حبيش إحدى مديريات محافظة إب في الجمهورية اليمنية، بلغ تعداد سكانها 140 حسب تعداد اليمن لعام 2004.